# 索拉尼亚 (维琴察省)
索拉尼亚（義大利語：Solagna），是意大利威尼托大区维琴察省的一个市镇。总面积15平方公里，人口1921人，人口密度128.1人/平方公里（2009年）。国家统计（ISTAT）代码为024101。

## 友好城市
- 義大利科多尼奥